# Ruwaba
Ruwaba is een geslacht van wantsen uit de familie van de Miridae (Blindwantsen). Het geslacht werd voor het eerst wetenschappelijk beschreven door Linnavuori in 1975.

## Soorten
Het genus bevat de volgende soorten:

- Ruwaba elegans Linnavuori, 1975
- Ruwaba glabriceps Linnavuori & Al-Né'amy, 1982